# Los Sobraos
Los Sobraos es un grupo español de techno-rumba, flamenco y pop latino que reside en Barcelona y está  compuesto por Juan Carlos Cordero, Juan Luis Vizcaíno y Juan José Gómez. Comenzaron en 1985 como "Gente del Sur" y en 1995 cambiaron su nombre a "Los Sobraos".

## Biografía
Comenzaron en 1985 con el nombre de Gente del Sur y durante diez años estuvieron haciendo música autóctona de Andalucía (rumbas, pasodobles y sevillanas).
En 1995 cambiaron su nombre a "Los Sobraos" y dieron un giro a su estilo musical, convirtiéndose en pioneros de la Techno-rumba. Empezaron haciendo versiones de canciones pop de los años ’80. Ese mismo año sacan al mercado "Rumbamola" con canciones como "Quiero Verte", "Se Fue" y "A Quien Le Importa", con el que consiguen un Disco de oro y seguidamente de Platino.
En 1996 editan su 2º álbum, "Sobraos", consiguiendo otro Disco de oro y en 1997 sacan al mercado un disco con canciones propias, "Sin Compasión" y realizan una gira con 62 conciertos en 90 días.
En 1999 hacen "El Origen de Las Cosas", un disco variado de rumba catalana, fusión con flamenco y Tecnorumba. Se hace muy popular la canción "Ya No Quiero Tu Querer", a la que luego daría otro enfoque el cantate José el Francés.
En el año 2000 hacen una gira por Europa visitando, Roma, Milán, Nápoles, y en 2001 sacan un nuevo disco, "Oye Mira Que...!".
En 2002 hacen "500 Noches De Pasión" un recopilatorio de todos sus éxitos y tres temas inéditos, aludiendo a las actuaciones que han efectuado en 7 años.
En 2004 firman con una nueva discográfica, OK-Records, con la que sacan al mercado "10º Aniversario". Un CD doble, el primero es un homenaje a la rumba, versionando temas de Peret, Rumba Tres y Kiko Veneno. El segundo con 12 canciones de ritmos nuevos como reguetón y rumba latina.
En 2011 graban "Qué chachi", el primer álbum de estudio luego de once años. Destacan los temas "Qué chachi" (versión de "U can't touch this" de MC Hammer) y "Embrujada" (versión de Tino Casal). 
En abril de 2012 lanza el EP "Agua sin gas" con cinco cortes, tres versiones del tema ("Agua sin gas") y versiones actualizadas de "Un beso muy happy" y "Que chachi".
En 2013 Los Sobraos presentan el sencillo "Esta es la noche".
En 2016 terminan de grabar su disco llamado "20 Aniversario", el cual tiene 20 canciones que homenajean a Peret, baladas pop, rumbas y flamenco. Este nuevo trabajo sale al mercado bajo el sello de Fods Records y lo presentan con conciertos por toda España.
En julio de 2019 sacan el sencillo "Amor de Verano".
En 2022 presentan el adelanto de su nuevo trabajo "Mil calles llevan hacía ti".

## Discografía[6]
Álbumes
- Rumbamola (1995)
- Sobraos (1996)
- Sin Compasión (1997)
- El Origen de Las Cosas (1999)
- Oye Mira Que...! (2000)
- 500 Noches De Pasión (2002)
- 10 Aniversario Rumba y Reggaeton (2004)
- Que Chachi(2011)
- 20 Aniversario - Reset (2016)

Sencillos y EPs
- Quiero Verte / Historias De Amor (1995)
- Quiero Verte / Soy Rebelde (1996)
- Sorpresa Sorpresa (1996)
- Cuando Brille El Sol (1996)
- Quiero Verte(Maxi, Promo) (1996)
- La Buscaré (1997)
- Vuelvete A Enamorar (1997)
- Ya No Quiero Tu Querer (1999)
- Que Voy A Hacer (1999)
- Tu Siempre Tu (2000)
- Las Cosas De La Vida (2001)
- Ponte El Sombrero (2002)
- Un Beso Muy Happy (2010)
- Agua sin gas (2012)
- Esta Es la Noche (2013)
- Amor de Verano (2019)
- Mil calles llevan hacía ti (2022)